# چاستیتی رید
چاستیتی رید (انگلیسی: Chastity Reed؛ زادهٔ ۲۸ مارس ۱۹۸۹) بازیکن بسکتبال اهل ایالات متحده آمریکا است.